# Tashantun (köpinghuvudort i Kina, Liaoning Sheng, lat 40,25, long 120,40)
Tashantun (kinesiska: 塔山屯, 塔山屯镇) är en köpinghuvudort i Kina. Den ligger i provinsen Liaoning, i den nordöstra delen av landet, omkring 300 kilometer sydväst om provinshuvudstaden Shenyang. Antalet invånare är 29 772. Befolkningen består av 144 626 kvinnor och 15 306 män. Barn under 15 år utgör 16,0 %, vuxna 15-64 år 73 %, och äldre över 65 år 9,0 %.
Runt Tashantun är det tätbefolkat, med 266 invånare per kvadratkilometer. Närmaste större samhälle är Suizhong, 9,6 km nordväst om Tashantun. Trakten runt Tashantun består till största delen av jordbruksmark.
Genomsnittlig årsnederbörd är 736 millimeter. Den regnigaste månaden är juli, med i genomsnitt 195 mm nederbörd, och den torraste är januari, med 4 mm nederbörd.